# Главни штаб НОВ и ПО Косова и Метохије
Главни штаб Народноослободилачке војске и партизанских одреда Косова и Метохије је био највиши војни орган који је организовао и командовао јединицама Народноослободилачке војске и партизанских одреда Југославије на подручју Косова и Метохије, током Народноосолободилачког рата. Био је потчињен Врховном штабу Народноослободилачке војске и партизанских одреда Југославије.

## Историјат
Корени Главног штаба НОВ и ПО Косова и Метохије сежу у април 1943. године, када су крајем тог месеца формирани Штаб Косовске оперативне зоне и Штаб Метохијске оперативне зоне НОВ и ПО Косова и Метохије. Тада је по први пут успостављена директна веза између Централног комитета КПЈ и Обласног комитета КПЈ за Косово и Метохију, преко делегата ЦК КПЈ Светозара Вукмановића и тиме створени услови за интензивнији развој Народноослободилачког покрета на Косову и Метохији.
Посебан утицај на становништво Косова и Метохије имала је капитулација Италије 8. септембра 1943. године, након чега је део албанског становништва почео да са симпатијама гледа на Народноослободилачки покрет. Тој промени ставова допринели су и јачање Народноослободилачке војске Југославије, те успеси Антифашистичке коалиције, посебно совјетске Црвене армије на Источном фронту.
На Шар-планини је 3. новембра 1943. године отпочело тродневно саветовање комуниста којем су присуствовали чланови Обласног комитета и делегати среских комитета КПЈ с Косова и Метохије. На саветовању је, међу осталим, привремени Главни штаб за Косово и Метохију коначно био преименован у Главни штаб НОВ и ПО за Косово и Метохију.
По наређењу Врховног штаба НОВ и ПО Југославије од 2. септембра 1944. године, Главни штаб НОВ и ПО за Косово и Метохију био је преименован у Оперативни штаб НОВ и ПО за Косово и Метохију. Тада су уследиле завршне борбе за коначно ослобођење Косова и Метохије, којима је руководио Оперативни штаб КиМ. На основу плана Оперативног штаба, Прва и Четврта косовско-метохијска бригада су у садејству са Трећом и Петом бригадом НОВ Албаније учествовале у ослобођењу Метохије, док су Трећа и Пета косовско-метохијска бригада у сарадњи са 22, 24. и 25. српском дивизијом и бугарском Другом армијом водиле борбе за ослобођење Косова.
Покрајина је ослобођена до краја новембра 1944, након чега је део косовско-метохијских брогада упућен на Сремски фронт. Међутим, у децембру 1944, албанске одметничке и контратреволуционарне снаге подигле су побуну против нових власти. Побуна је захватила већи део Косова. Оперативни штаб НОВ за КиМ је од 2. децембра 1944. покренуо борбе против контрареволуционарних снага. Пошто су се борбе разбуктавале, Врховни штаб НОВ и ПОЈ формирао је 8. фебруара 1945. године 52. косовско-метохијску дивизију. За Косово и Метохију била је успостављена војна управа и формирана команда војне области. То је било на снази до марта 1945. године, када је коначно уништен отпор балистичких и осталих одметничких снага.